# Mal de Meleda
Mal de Meleda ist eine sehr seltene spezielle Form einer ab Geburt bestehenden Erythrokeratodermie mit den Hauptmerkmalen einer symmetrischen  Palmoplantarkeratose mit nachfolgender Ausdehnung auf die Rückflächen von Hand und Fuß.
Synonyme sind: Keratosis palmoplantaris transgrediens; Keratosis palmoplantaris transgrediens Siemens; Meleda-Krankheit; Erythrokeratodermia extremitatum symmetrica et hyperchromia dominans Kogoj.
Die Bezeichnung verweist auf den italienischen Namen der kroatischen Insel Mljet, auf der die ersten Beobachtungen erfolgten und die Erkrankung häufig sein soll. Die Namensbezeichnungen beziehen sich auf den Erstautor einer Beschreibung aus dem Jahre 1934 durch den jugoslawischen Hautarzt Franjo Kogoj (1894–1983) bzw. auf den deutschen Hautarzt Hermann Werner Siemens und dessen Arbeiten zur Systematik von Hauterkrankungen.

## Verbreitung
Die Häufigkeit ist nicht bekannt, die Vererbung erfolgt autosomal-rezessiv. Hauptsächlich sind Knaben betroffen.

## Ursache
Der Erkrankung liegen Mutationen im SLURP1-Gen im Chromosom 8 am Genort q24.3 zugrunde.

## Klinische Erscheinungen
Klinische Kriterien sind:
- Manifestation im Säuglingsalter
- auf Extremitäten und Hals beschränkte scharf begrenzte symmetrische Erythrokeratodermie mit dunkel pigmentierter Hyperkeratose
- Teilweise netzförmige Hyperpigmentierungen

## Geschichte
Die Erstbeschreibung erfolgte vermutlich durch N. I. Neumann im Jahre 1989 an 5 Familien.